# Clásica San Sebastián 2014
De 34e editie van de wielerwedstrijd Clásica San Sebastián werd gehouden op 2 augustus 2014. De wedstrijd maakte deel uit van de UCI World Tour 2014. De titelverdediger was de Fransman Tony Gallopin. De finale was verlegd ten opzichte van de vorige jaren met een nieuwe, zeer steile, klim in de laatste tien kilometer. Alejandro Valverde toonde zich de sterkste.

## Deelnemende ploegen
| 18 UCI World Tour-ploegen | 18 UCI World Tour-ploegen | 18 UCI World Tour-ploegen | 1 wildcard |
| ------------------------- | ------------------------- | ------------------------- | ---------- |
| AG2R La Mondiale          | FDJ.fr                    | Movistar                  | Caja Rural |
| Astana                    | Garmin Sharp              | Omega Pharma-Quick-Step   |            |
| Belkin                    | Giant-Shimano             | Orica-GreenEdge           |            |
| BMC Racing Team           | Lampre-Merida             | Sky ProCycling            |            |
| Cannondale                | Lotto-Belisol             | Tinkoff-Saxo              |            |
| Europcar                  | Katjoesja                 | Trek Factory Racing       |            |
|                           |                           |                           |            |

## Uitslag
| Plaats  | Naam               | Ploeg                   | Tijd       |
| ------- | ------------------ | ----------------------- | ---------- |
| Winnaar | Alejandro Valverde | Team Movistar           | 5h 31' 11" |
| 2       | Bauke Mollema      | Belkin Pro Cycling      | + 14"      |
| 3       | Joaquim Rodríguez  | Katjoesja               | z.t        |
| 4       | Mikel Nieve        | Sky ProCycling          | z.t        |
| 5       | Tony Gallopin      | Lotto-Belisol           | + 26"      |
| 6       | Jelle Vanendert    | Lotto-Belisol           | z.t        |
| 7       | Haimar Zubeldia    | Trek Factory Racing     | z.t        |
| 8       | Greg van Avermaet  | BMC Racing Team         | + 40"      |
| 9       | Giovanni Visconti  | Team Movistar           | z.t        |
| 10      | Zdeněk Štybar      | Omega Pharma-Quick-Step | + 43"      |

1981 · 1982 · 1983 · 1984 · 1985 · 1986 · 1987 · 1988 · 1989 · 1990 · 1991 · 1992 · 1993 · 1994 · 1995 · 1996 · 1997 · 1998 · 1999 · 2000 · 2001 · 2002 · 2003 · 2004 · 2005 · 2006 · 2007 · 2008 · 2009 · 2010 · 2011 · 2012 · 2013 · 2014 · 2015 · 2016 · 2017 · 2018 · 2019 · 2020 · 2021 · 2022 · 2023 · 2024
 Tour Down Under · 
 Parijs-Nice · 
 Tirreno-Adriatico · 
 Milaan-San Remo · 
 Ronde van Catalonië · 
 E3 Harelbeke · 
 Gent-Wevelgem · 
 Ronde van Vlaanderen · 
 Ronde van het Baskenland · 
 Parijs-Roubaix · 
 Amstel Gold Race · 
 Waalse Pijl · 
 Luik-Bastenaken-Luik · 
 Ronde van Romandië · 
 Ronde van Italië · 
 Critérium du Dauphiné · 
 Ronde van Zwitserland · 
 Ronde van Frankrijk · 
 Clásica San Sebastián · 
 Ronde van Polen · 
  Eneco Tour · 
 Ronde van Spanje · 
 Vattenfall Cyclassics · 
 GP Ouest France-Plouay · 
 Grote Prijs van Quebec · 
 Grote Prijs van Montreal · 
 UCI Ploegentijdrit · 
 Ronde van Lombardije · 
 Ronde van Peking